# Ригер, Франтишек Ладислав
Франтишек Ладислав Ригер (чеш. František Ladislav Rieger; 10 декабря 1818, г. Семили, Богемия, Австрийская империя (ныне в районе Семили Либерецкого края Чешской Республики — 3 марта 1903, Прага,  Австрийская империя) — чешский политик и экономист. Один из творцов чешского национального возрождения, главный идеолог австрославизма. Доктор права. Барон. Зять Ф. Палацкого.

## Биография

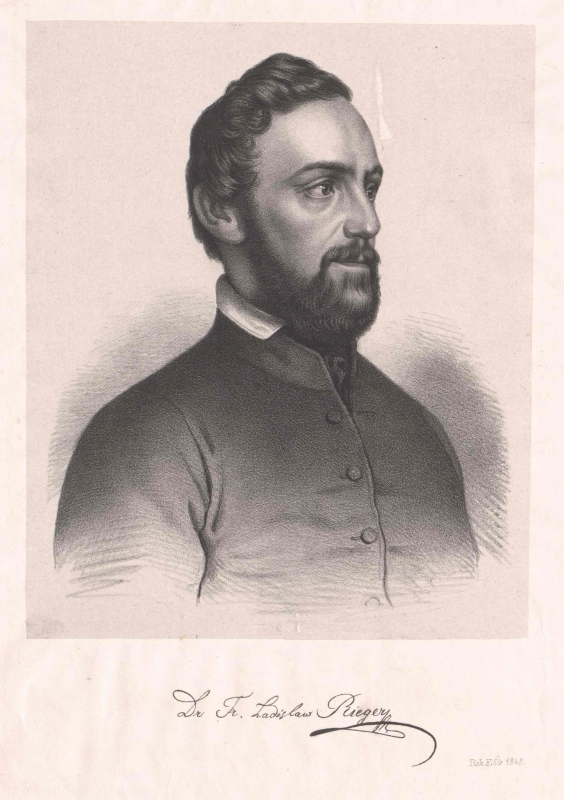
Ф. Ригер в молодости

Сын мельника. Обучался в одном из самых престижных академических лицеев страны — Клементинуме. В 1835 году стал членом кружка молодых патриотов, объединявшихся вокруг Й. Тыла. С 1837 года изучал право в Пражском университете, который окончил в 1841. Доктор права с 1847 года.
В 1848 году наряду с Франтишеком Палацким стал наиболее видным лидером чешской национальной партии и её представителем в парламенте империи.

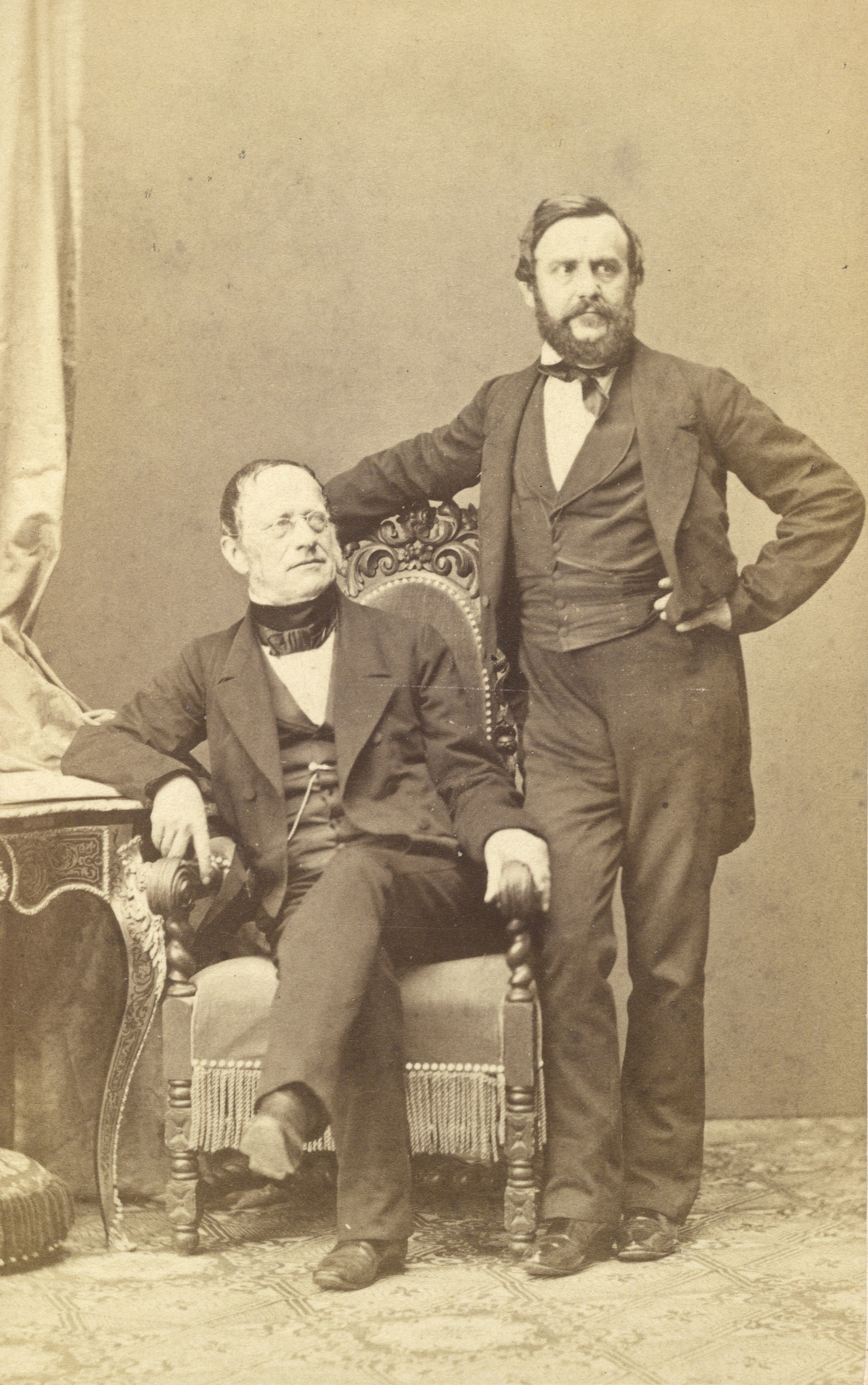
Франтишек Палацкий и Франтишек Ладислав Ригер, 1876 г.

В 1848—1849 гг. — избирался членом парламента Австрии. Во время революции 1848—1849 годов в Австрийской империи — активный политик, возглавлявший чешских либералов. После поражения революционных выступлений до 1851 года находился в эмиграции. После роспуска парламента отправился в Париж, где изучал экономику, а затем в 1850 году поселился в Лондоне.

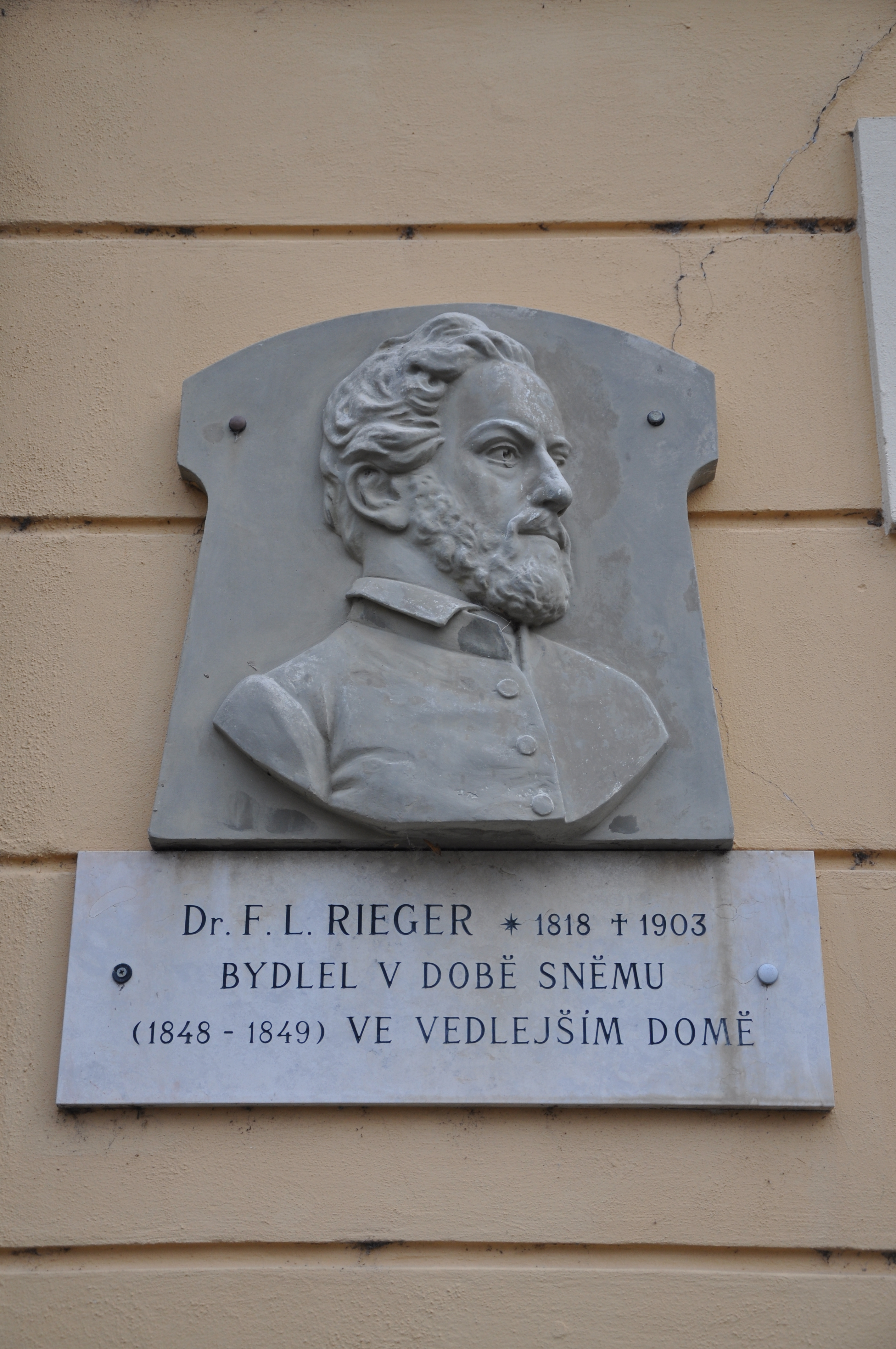
Мемориальная доска на площади Ригера в память о его проживании во время Кромержижского сейма

В 1858 году вернулся на родину. Стал одним из инициаторов и редакторов первой чешской 11-томной энциклопедии (1859—1874), был в числе создателей Национального театра.
В 1860 году вместе с Франтишеком Палацким создал, написал программу и возглавил чешскую национальную либерально-консервативную партию — Старочехи, боровшуюся за введение в монархии самоуправления, обеспечение равенства немецкого и чешского языков на территории Чехии, закрепление гражданских и экономических прав и свобод и действовавшую до 1918 года.
В 1861 году был удостоен звания почетного гражданина города Прешов. В том же году (совместно с Грегром и Палацким) основал журнал «Národní listy». В 1867 году участвовал в славянском съезде в Москве, где выступил с речью в защиту Январского восстания 1863 года в Польше.
Автор ряда работ, в том числе «Австрийские славяне и венгры», «Чешская республика, страна и народ», «Парламентские речи».
После принятия конституции в Австро-Венгрии Ригер практиковал политику бойкота парламента членами чешской фракции
Как лидер старочехов выступал с радикальных позиций по отношению к младочехам, объявив их изменниками чешского народа.
С распространением избирательного права и созданием новых, более радикальных партий, представительство старочехов уменьшалось. На популярность партии Ригера сильно повлияло подписание чешско-немецкого соглашения 1890 года. К началу XX века их политическая позиция стала сближаться с младочехами.
Император Франц-Иосиф I в 1897 году обеспечил Ригеру место в Государственном Совете (Reichsrat), в палате господ (Herrenhaus), а в 1898 году присвоил титул барона.

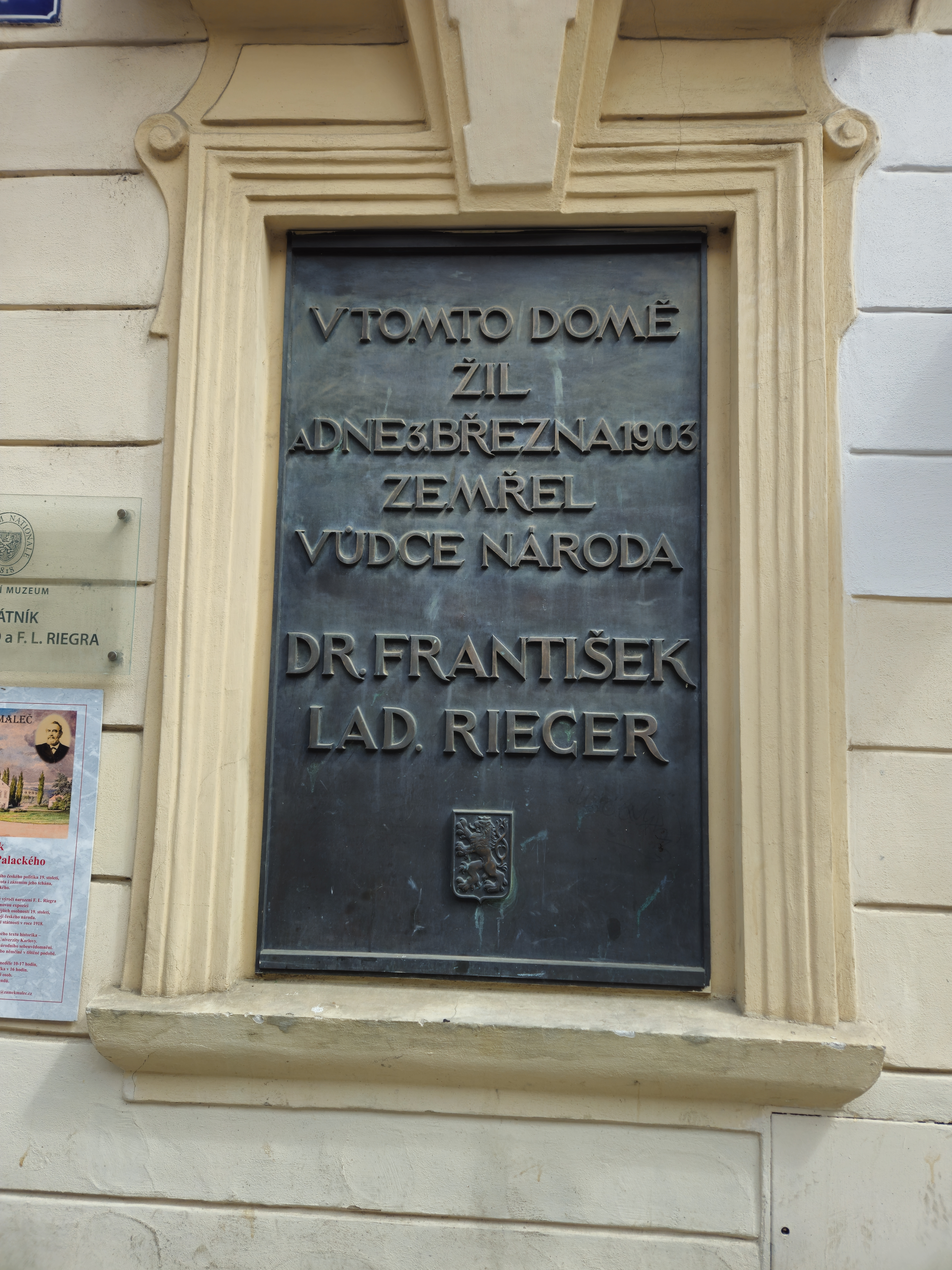
Мемориальная доска на дворце Макневен в Праге

Дочь Мария большую часть своей жизни вела подробный дневник под названием «Заметки». В ней она запечатлела политическую деятельность своего отца Франтишека Ладислава Ригера — различные политические переговоры, беседы, поездки в чешские земли и в Вену, заседания Чешского провинциального собрания или Венского императорского совета, а также различные события и споры в чешском обществе того времени.
Вскоре после смерти дочери Марии, в начале XX века, была рассмотрена возможность публикации этого обширного труда. Публикация издания «Заметки» началась только в 2009 году. Издание, содержащее «Заметки» 1880–1891 годов, разделено на четыре части, из которых к настоящему времени опубликованы три. 

## Брак и дети

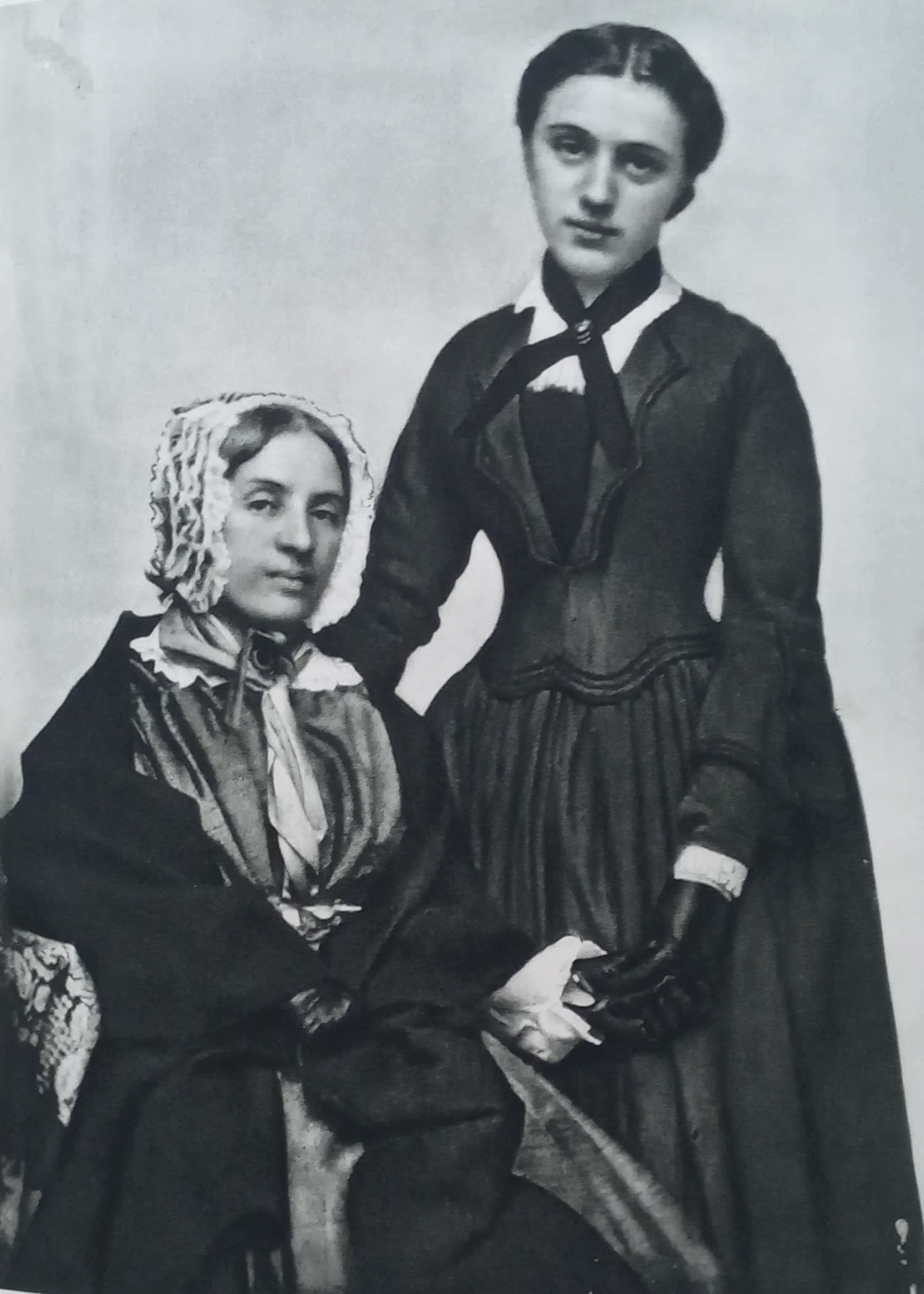
Жена Мария Ригер (урожденная Палацкая) с матерью Терезой Палацкой, дагерротип, около 1848 г.

В 1853 году он женился на дочери Франтишека Палацкого Марии (1833-1891). У них было трое детей: 
- Мария Мария Червникова-Ригрова (1854–1895), писательница и либреттист, муж - Вацлав Червинка (брат Марии Мария Червниковой)
- Богуслав Ригер (1857–1907), юрист и историк, жена - Мария Червинка (1855–1895), трое детей.
- Либуше Брафова (1860–1930, вышла замуж за адвоката, доктора права Альбина Брафа, работала в женском движении, была коллекционером народного искусства и хранительницей традиций семьи Палацких, перед своей смертью в 1930 году она сумела привести в историческую форму материальные реликвии и интерьеры квартиры Палацких и открыть там первый мемориал), сын Вацлав (1888-1908).